# 禮思鵬
禮思鵬（？—？），清朝官員，於1766年擔任南投縣丞，主要從事南投之管理事務，品等約為七品以下，他又於1769年回任。